# Гійом Соро
Гійом Кіґбафорі Соро Анссельмо Брюї Кріс Япі (фр. Guillaume Kigbafori Soro Ansselmo Bruit Chris Yapi; нар. 8 травня 1972) — івуарійський політик, восьмий прем'єр-міністр Кот-д'Івуару.
2002 року брав участь у виступах проти президента Лорана Гбагбо. Після підписання мирної угоди 2007 року Соро очолив новий уряд. Після виходу у відставку 2012 року був обраний на посаду голови Національної асамблеї Кот-д'Івуару, на якій перебував до лютого 2019. Після того він виїхав до Франції.
28 квітня 2020 року суд визнав Соро винним у витрачанні державних коштів, зокрема в тому, що під час перебування на посаді прем'єр-міністра він витратив на будівництво власного будинку 2 мільйони доларів. Колишній голова уряду був засуджений до 20 років ув'язнення (заочно), а також позбавлений громадянських прав на 7 років. Адвокати Соро заявили, що такий вирок спрямований на те, щоб не допустити його до участі у президентських виборах 2020 року. Попри рішення Африканського суду з прав людини, Соро так і не зміг взяти участь у президентських перегонах.
У липні 2023 року слідчий суддя в Парижі (Франція) був призначений для розслідування вбивства Ібрагіми Кулібалі, колишнього лідера повстанців у Кот-д’Івуарі у квітні 2011 року, до вбивства якого, як вважають, причетний Гійом Соро..